# In the Enchanted Garden
In the Enchanted Garden — дебютный альбом Кевина Керна, вышедший в 1996 году. 26 недель держался в чарте журнала Billboard.

## Список композиций
1. Through the Arbor (3:45)
2. Sundial Dreams (4:44)
3. The Enchanted Garden (6:51)
4. Butterfly (2:51)
5. Straw Hats (4:12)
6. Another Realm (4:59)
7. Water Lilies (4:16)
8. Fairy Wings (4:28)
9. Paper Clouds (3:05)
10. After the Rain (4:10)

## Участники записи
- Kevin Kern — музыка, фортепиано, аранжировки, клавишные, продюсирование
- Steve Dolan — цифровая запись
- Jeff Linsky — акустическая гитара
- Cookie Marenco — микширование
- Marc Senesac — мастеринг
- Andrea Yallop — художник
- Terence Yallop — исполнительный продюсер